# Антолович, Марьян
Марьян Антолович (хорв. Marijan Antolović; род. 7 мая 1989[…], Винковцы, Вуковарско-Сремская жупания) — хорватский футболист, вратарь.

## Клубная карьера
В футбол Антолович начал играть в молодёжной команде «Бедем». В 1999 году перешёл в молодёжную академию «Цибалии», где стал основным вратарём, и в 2007 году дебютировал на профессиональном уровне. 
В первом туре сезона 2009/2010 был включён в состав тура по версии журналистов Index.hr. В этом же сезоне Антолович добился большего успеха, установив исторический рекорд в Хорватском первом чемпионате, не пропустив ни одного гола за 551 минуту игры. Главный тренер хорватской национальной сборной Славен Билич сообщил хорватской прессе, что он рассчитывает на то, что Антолович в будущем станет вратарём национальной сборной Хорватии.
В 2010 году подписал контракт с польским клубом «Легия», с которым в первом сезоне выиграл национальный Кубок. С 2012 по 2013 года был в Боснии и Герцеговине, где в качестве арендных соглашений выступал за клубы «Борац» (Баня-Лука) и «Железничар» (Сараево). С последним выиграл национальный чемпионат и подписал контракт на постоянной основе.
В 2016 году 10 матчей провёл за изральский клуб «Хапоэль» (Хайфа). В том же году поехал в Словению, где присоединился к «Коперу».
С 2017 по 2019 года выступал за «Осиек».
В 2019 году подписал контракт с североирландским клубом «Гленторан», с которым в том же сезоне выиграл национальный кубок. Уже в следующем сезоне вернулся в «Цибалию», где и завершил карьеру футболиста.

## Личная жизнь
27 ноября 2014 года Антолович получил гражданство Боснии и Герцеговины. Его семья родом из Боснии и Герцеговины; его отец из Жепче, а мать из Витеза. Антолович — студент факультета бизнеса в Университете Осиека.

## Достижения

### «Легия»
- Обладатель Кубка Польши: 2010/11

### «Железничар»
- Чемпион Боснии и Герцеговины: 2012/13

### «Гленторан»
- Обладатель Кубка Северной Ирландии: 2019/20